# 香港文化
香港文化饒有特色，屬東亞文化圈之內，香港人口以華人為主。而在過去百多年間香港曾經是英國殖民地，故此亦同時受到西方文化影響，慢慢形成了中西合璧的獨特文化。從19世紀的轉口港，到21世紀的國際大都會，世界各地的文化也持續影響香港文化。

## 背景
香港原屬華南地區廣東版图。香港開埠之前，華南地區內的文化中心是廣州。故此，香港文化与廣州等地的嶺南文化一脉相承，例如使用粵語為主要語言。在成为英國殖民地之前，圍頭人、客家人和水上人都已有少量聚居於今天的香港境內，其中水上人更是远古时已在珠三角一带生活的南越古族的后代。当中圍頭人和水上人所说的围头话和水上人话，都是属于粤语的分支。香港成為英國殖民地之後，西方文化开始传入香港，之后的百多年间，中西文化在香港不断发展，并相互影响和融合，慢慢形成了中西合璧的香港文化。不少中國民間風俗文化如飘色巡游和武术等在華人社會間無間斷地发展。凉茶、粤剧、饮早茶文化等，亦十分兴旺。而賽馬、球類等西方文化也漸漸在華人社會普及。
香港飲食文化也相當著名，揉合中菜（如粵菜和客家菜）和西餐，加上多國菜式均可在香港找到，因此被譽為「美食天堂」。當中以茶餐廳和大牌檔為地道飲食文化的代表。
1949年中國大陸政權易手，大量大陸難民及資本家來港避難，以粤語流行曲為主的香港流行音樂曾經影響大中華地區，培育出多名國際知名歌星；而以粤語為主的香港電影也一度雄霸東亞，培育出李小龍和成龍等國際知名影星，更被譽為「東方荷里活」。
香港飲食文化也相當著名，揉合中國菜（主要為粵菜和客家菜）和西餐，加上多國菜式均可在香港找到，因此被譽為「美食天堂」。當中以茶餐廳和大牌檔為地道飲食文化的代表。

## 港府政策
香港主權移交後，原文康局在1998年分拆改組，加以兩個市政局於2000年解散後，其負責的文化、康樂及體育事務被納入民政事務局的範疇內。香港政府透過法律及司法程序保障文化藝術的創作及表達自由；另以財政資助方式提供積極支援發展的環境，並開放公共空間容許多元化發展及自由競爭。政府的文化政策包含以下四大元素：
1. 尊重創作及表達自由；
2. 提供讓更多人參與的機會；
3. 鼓勵多元及均衡發展；以及
4. 提供有利的環境及條件（場地、撥款、教育及行政）。

政府雖然有為文化制定長遠發展目標，確認「以人為本」、「多元發展」、「尊重表達自由、保護知識版權」、「全方位推動」、「建立伙伴關係」和「民間主導」六項原則，以凝聚價值共識，但不對文化藝術立下官方定義，亦不影響具體創作，並以放權委託形式資助公共文化藝術團體，讓其自主運作。民政事務局透過屬下的康樂及文化事務署、香港藝術發展局及香港演藝學院分別提供場地，策劃、推廣及支持本地藝術發展和培植人才。

## 社會

### 傳統

#### 蜑家文化
傳統的香港蜑家人一般自稱「水上人」，反而認為「蜑家人」的稱呼是居住在岸上的人（蜑家人稱他們作「街上人」或「岸居人」）對他們的稱呼。雖然蜑家人是香港最早期的香港人，但過去由於文化水平較低，故留下的文字記錄不多。蜑家人的母語為粤语蜑家話（或稱水上話、水佬話），属于粤语的分支，語音與粵語廣州話非常近似，不过有個別字詞讀音不盡相同，如蜑家話的「魚」讀作「椅」、「玩」讀作「反」等，以至包含專有的詞彙，如「落掟」意指「拋錨」、「愛」多了「要」的一重意義等。值得留意的是，香港的英文名稱Hong Kong正是蜑家話的音譯。
其中有趣的是，近代香港大部分老一輩的蜑家人都有兩個名字，他們出生時多由「執媽」（即接生員）取第一個名字，港英政府的登記員知道蜑家人識字不多，加上他們的名字不是帶喜、帶娣、帶金、帶銀、帶彩，就是金火、勝仔、火仔、阿福、阿嬌等，拿身分證的時候有时会勸说他們改為另一個名字。
而在以前各個香港避風塘，港英政府曾發經營牌照予「船上小販」及「小艇小販」，為數不少的蜑家人會售賣簡單小食，其後發展至售賣艇仔粥、豉椒炒蜆、避風塘炒蟹、炒螺等美食，更會售賣汽水、雪糕、水果、香煙等，甚至有唱曲表演，展現豐富多元的蜑家文化，其中油麻地避風塘的艇戶在最高峰時，更高達十萬人。但直至1990年代初，由於衞生問題和油麻地的填海工程，不少蜑家人大部分上岸入住公屋（如愛民邨），一度興盛的避風塘文化隨之沒落，避風塘美食亦轉為岸上餐廳。
由於蜑家人的文化主要依存於漁業活動，但随着生活不断改善，现时香港漁業活動已经慢慢式微，因此蜑家文化正在逐漸消失，他們的後代大多未有充足的條件承傳甚至認識這種文化，僅能通過為數不多的歷史資料得知這種文化的存在。

### 語文
由於香港大部分人口都是華人，故此香港以中文作為官方語文。粵語是香港绝大部分人的通用語言。从古代到清朝，粤语一直是岭南地区的官式语言。香港開埠後，由於粤语由古代到清朝，在广东地区都是官式语言，所以在香港这个广东人占多数的社会中，自然成为日常生活以及商業領域和公共領域的通用语言。虽然第二次世界大戰和国共内战之后，各地难民涌入香港，但根据当年的人口普查，仍然是粤语人口占大多数。當時香港使用粵語廣州話，而省城廣州也是廣州話社會，广东主要都是使用粤语。粵語自然在香港成為通用語言以及官方語言。
1927年，時任港督金文泰，召集本港紳商，磋商在香港大學增設中文學系，香港大學中文學院於1927年成立，當時得到華人富商鄧志昂捐款建立中文學院，馮平山捐款建立中文圖書館，並邀得賴際熙、區大典等晚清翰林院學者執教。戰後經香港教育界及大專學生從1970年起的一番爭取過後，政府在1974年修改法例使中文成為法定語文。1997年香港主權移交後，《基本法》第9條規定中文和英文為官方語文，政府亦開始推行「兩文三語」政策，推廣以中文和英文書寫，以及能說廣東話、英語和普通話，並在學校推行兩文三語教學。近年，年青一代創立一套香港潮流用語，如：「潛水」、「屈機」、「升呢」等，成為年轻一代的潮流文化。除此之外，香港其他少數族裔都會使用其故鄉的語言與同一個族群的人交流或者以英語作為交際語。

### 飲食

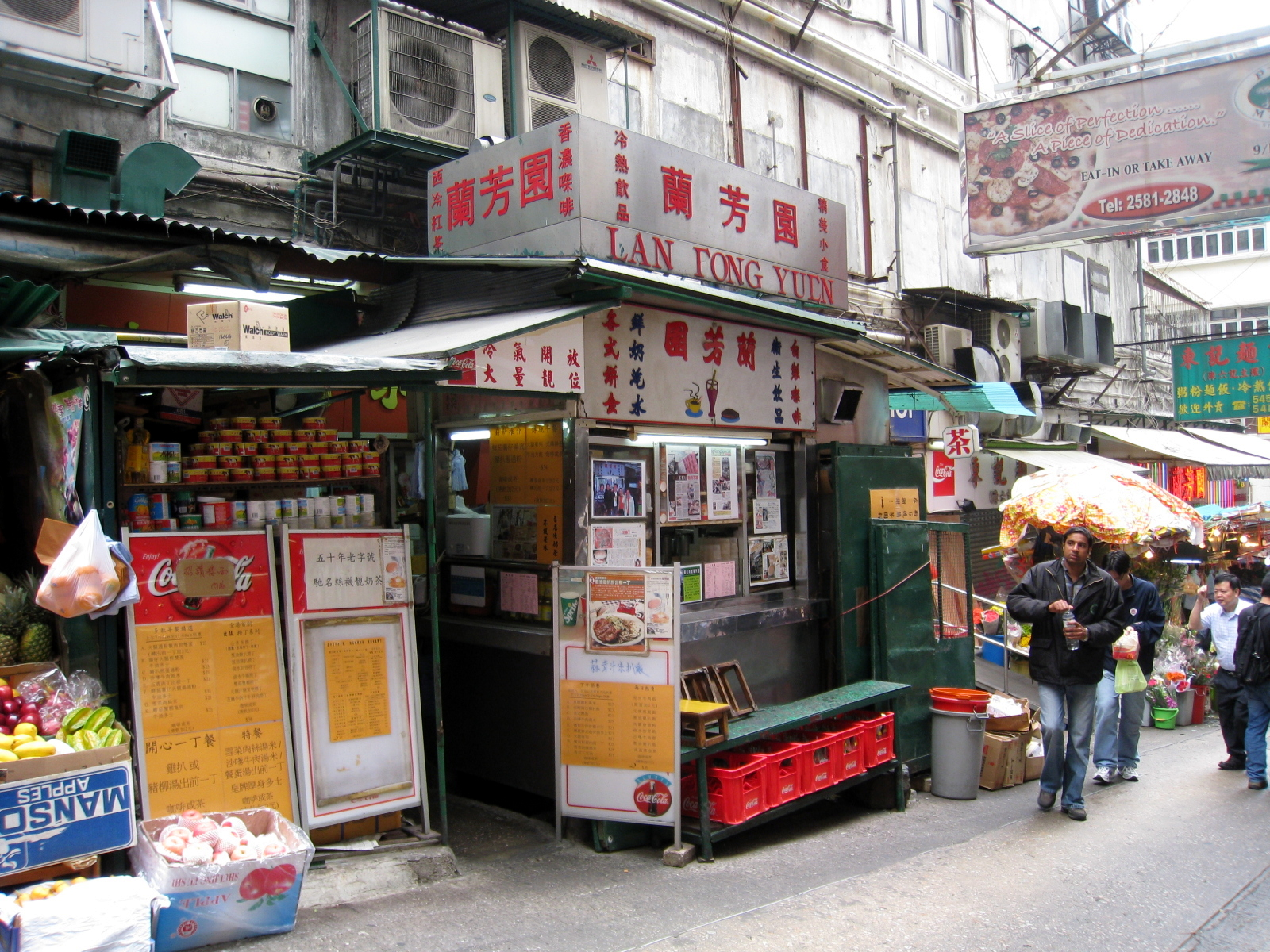
香港典型的大牌檔—中環蘭芳園

香港是東方和西方飲食文化交匯的地方，因此飲食文化亦揉合了中菜（主要為粵菜及客家菜）和西餐，加上多國菜式均可在香港找到，因此被譽為「美食天堂」。作為一個國際都會，世界各地的美食於香港均十分常見。
香港人的飲食文化，當中以茶餐廳和大牌檔為地道飲食文化的代表。大牌檔，是常在街邊提供食物露天熟食的檔口。他們的格局除了流動（或固定）的製造食物的營業攤檔外，還有數圍椅桌在旁，供食客即時食用，然而由於政府不再發出新的大牌檔牌照及牌照不得世襲的規定，使大牌檔面臨被淘汰的命運。茶餐廳由從前的冰室演變而成，提供食物種類廣泛，包括揉合了香港特色的西式餐飲及中式小炒，晚市更會提供晚飯小菜，又因為提供的食物價格便宜而成為香港普遍市民的飲食場所。
香港有很多特色食品和飲品，香港地道的蛋撻以撻皮分類，主要分為牛油蛋撻和酥皮蛋撻兩種，常見於茶餐廳、酒樓及餅店，另外連鎖快餐店肯德基則會出售葡式蛋撻。絲襪奶茶是一種用多種茶葉沖泡，以棉線網過濾，再加入淡奶而製成的奶茶，茶餐廳都必定會供應這種食品，同時是香港人日常下午茶和早餐常見的飲品。此外，香港也有很多街頭小吃，其中有魚蛋、雞蛋仔、腸粉、碗仔翅、糖蔥餅、缽仔糕、馬仔等，而車仔麵、老婆餅和老公餅更是香港獨有的。

### 交通

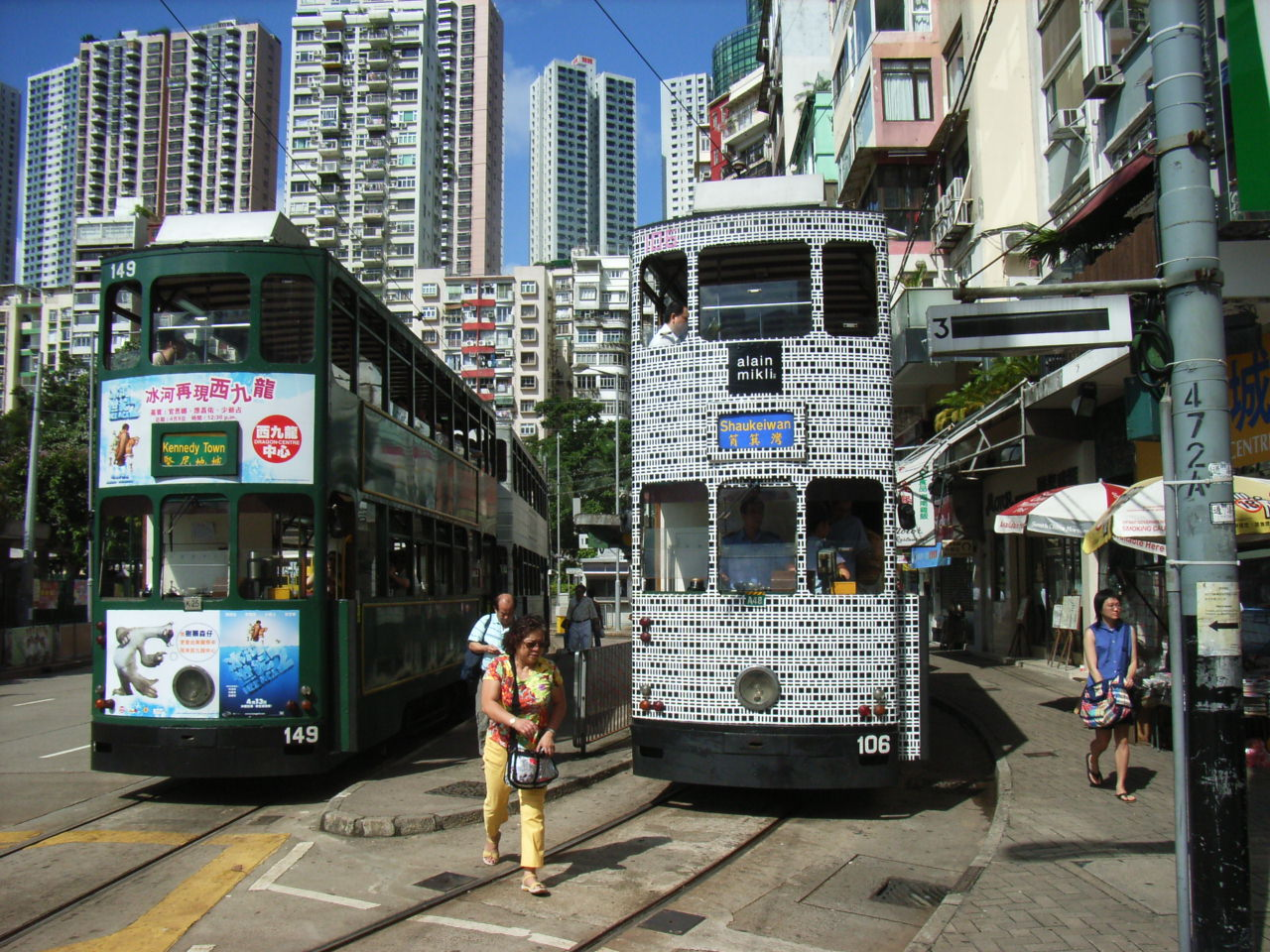
兩架停泊在跑馬地電車總站的電車

港鐵是香港主要的運輸工具之一，因此其文化與香港社會息息相關。由於兩鐵合併前的地鐵和九鐵都已經有一定的歷史，因此香港市民會以兩鐵合併前鐵路系統、路綫及車站的舊稱來稱呼它們，例如以「九廣鐵路」稱呼從前由九鐵營運的港鐵路線、以「（電氣化）火車」或「東鐵」稱呼現在的東鐵綫，和以「旺角火車站」稱呼現在的旺角東站。此外港鐵提供優惠吸引乘客乘坐由港鐵營運的路線，及繼承了由前地鐵公司成立的「地鐵友禮會 MTR Club」（兩鐵合併成港鐵後中文名稱改為「港鐵友禮會」，英文名稱維持不變）。港鐵系統的車站設有商店讓乘客可在車站購買食物、報紙及進行輔幣找換，這些商店又成為不少乘客相約別人的地點，使車站商店成為港鐵站其中一個特色。另外一些鐵路迷會收藏港鐵車票和港鐵車站指南，而網民則會將港鐵的一些廣告海報加以改編和模仿。
港鐵站內的報刊派發處及客務中心，分別派送不同的免費報刊。早期有Recruit和JobMarket求職廣場招聘雜誌，到2000年代中免費報紙興起，都市日報、都市盛世、頭條日報和am730在站內派發。不過近年智能手機和網上媒體發展成熟，已不再派送免費報刊。

### 建築及保育

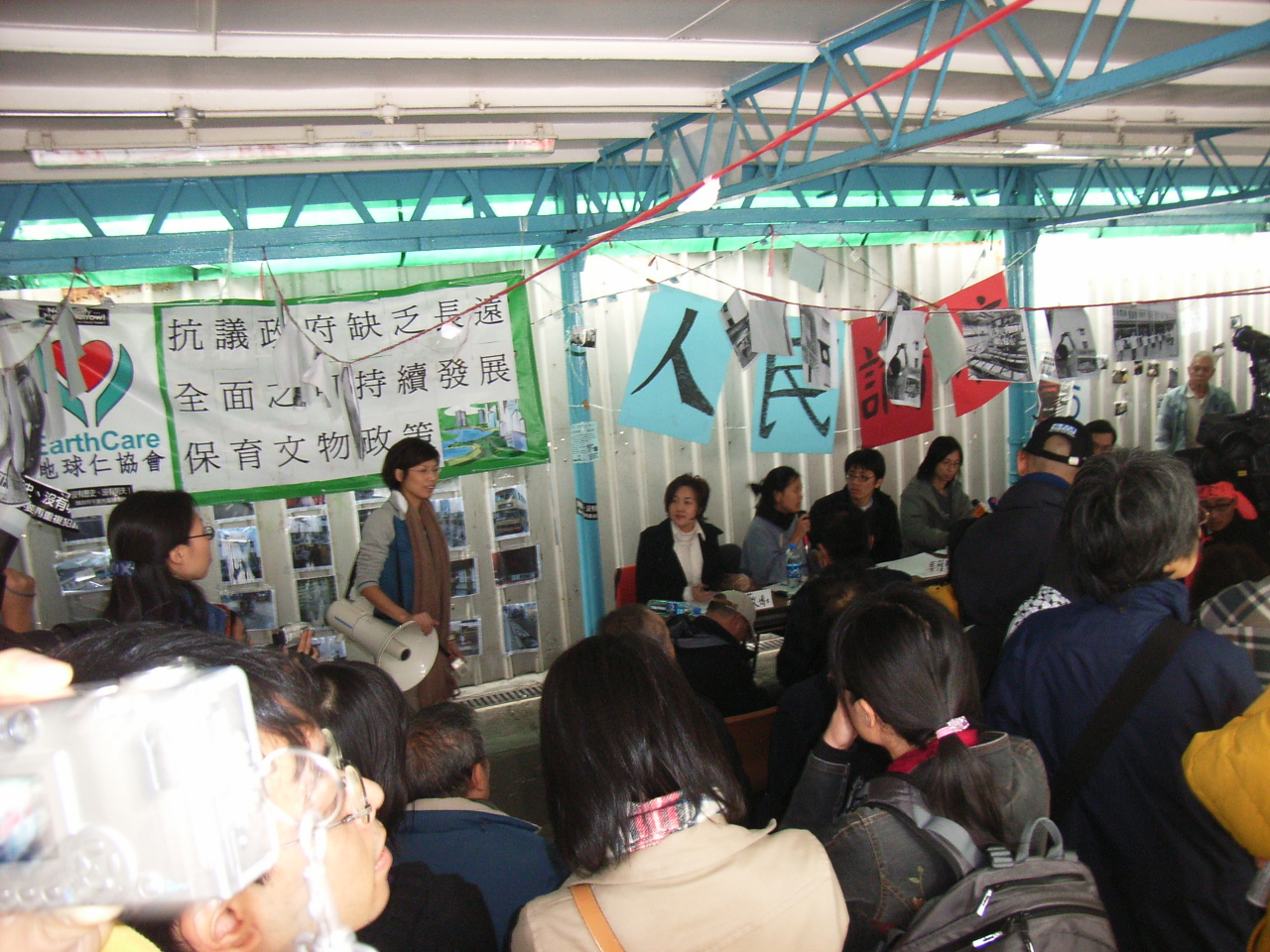
保留中環天星碼頭市民集會的情形。事件令香港社會意識到保育的重要性及對集體回憶的關注。

香港現存有不少具有歷史价值的建築，它們多數建於第二次世界大戰之前，包括歷史悠久的寺廟、教堂、祠堂、唐樓、圍村村屋和一些政府建築。這些建築反映了早年香港居民的生活及信仰等習俗，又因為香港從前是英國殖民地，故此部分歷史建築有西式建築風格，部分建筑在風格上则是中西合璧，成為香港獨有的特色建築。
香港政府對香港的歷史建築設有一套評級標準，去方便當局對最有價值的歷史建築及文物進行保護。歷史建築及文物通常先由法定机构古物諮詢委員會進行研究，再由康樂及文化事務署轄下的古物古蹟辦事處為香港歷史建築評級及決定將哪些建築列入香港法定古蹟。直至目前為止香港共有98項法定古蹟，它們都受到香港法例第53章《古物及古蹟條例》的保護。根據古物古蹟辦事處的評級標準，香港歷史建築分為三個級別：
一級歷史建築，二級歷史建築，三級歷史建築。

## 藝術

### 電影

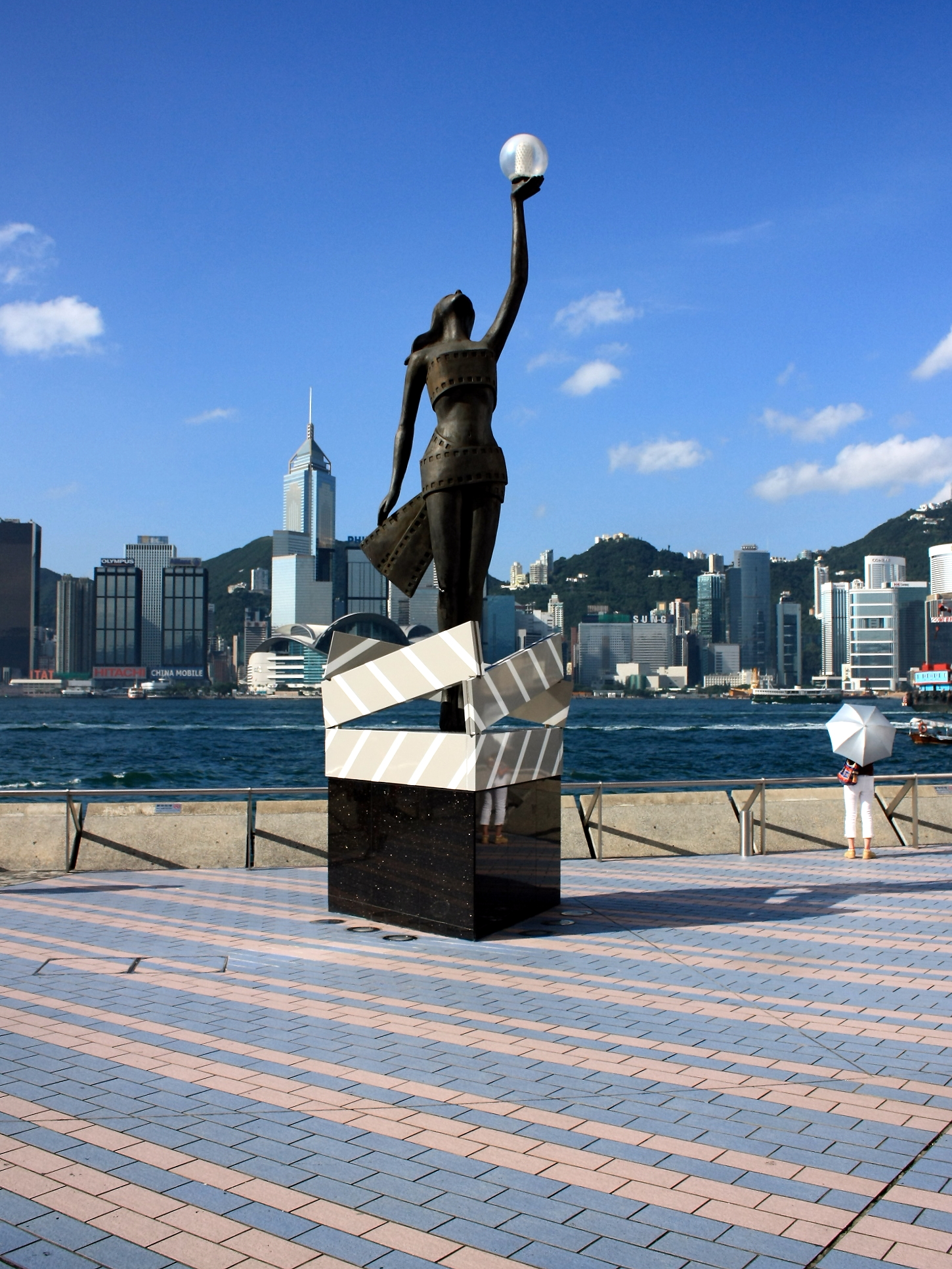
香港星光大道是為紀念香港電影業發展而建，圖中為香港電影金像獎的奬座銅像

“有華人的地方就有‘港產片’（香港电影）”，港产片多年来风靡全球，香港电影是中文电影的先驱者。香港電影金像獎也是華人電影的一大指标。被誉为「電影夢工場」、「東方荷里活」、「東方之珠」的香港，一直以来都是两岸三地大中華地区中的電影殿堂。1980年代的港产片无论在产量、票房，还是质量與艺术性上均创作出了惊人的奇迹，形成了庞大的电影工业，电影总产值超越亚洲电影强国印度的寶萊塢，跃居世界第二位，仅次于拥有全球市场的泱泱美国好莱坞，香港更为亚洲第一大的电影生产基地和电影出口基地，被称为東方荷里活、华人娱乐码头及华人梦工场。
香港電影在華人電影中有重要地位。第一部在香港攝製的故事短片為1909年的《偷燒鴨》。到了1930年代，由於南洋地區有大量操粵語的華僑，粵語電影有龐大的市場等待發展，在中國內地由於國民黨政府推行統一國語，對地方语言電影採取敵視的態度，其屬下「中央電影檢查會」更於1937年初明令，同年7月1日開始禁止拍攝粵語片。香港作為英國殖民地則持開放態度，1934年到1936年香港的電影製作公司數量倍增，以香港為基地大量拍攝粵語電影，成為香港電影的第一次繁榮期。後來的劉家輝、成龍以及李連杰時期的黃飛鴻電影，打造了香港武俠片的基石，也使香港動作電影在世界電影市場中佔一席位，這既確立了這些華人功夫影星的地位，又培養了一班幕後電影人才。
雖然香港電影業在1990年代中后期受各种危机和香港主權移交所衝擊，但香港电影仍然保持着自身魅力，继续在世界电影舞台上占有重要地位。如1997年憑藉《春光乍泄》獲第50屆康城影展最佳導演獎的香港導演王家衛便是俵俵者。2006年上映的《無間道風雲》亦是改編自香港導演劉偉強與麥兆輝聯合執導之港產片《無間道》，該電影獲得第79屆奧斯卡金像獎四個奬項。此外，近年由喜劇演員周星馳所執導及演出的《少林足球》及《功夫》有賴大量應用電腦圖像技術來製造特技效果，並運用市場推廣技巧重新包裝大量長期在港產片演出的影星。
奖项方面，香港電影金像獎為香港電影業的一大盛事。而播映場地方面，早於20世紀初香港已有電影院，早期集中在中环一带，后来慢慢扩展到市区各地。早年的戏院规模很大，拥有逾千座位。不过现时的戏院已变成迷你型，由两间至数间容纳百多人的迷你戏院组成，方便同时播放不同的电影，不少更融入為大型商場娛樂設施的一部份。

### 音樂
在香港，華人十分喜愛粵曲、粵劇。尤其是20世纪20年代至60年代，粵曲、粵劇发展十分兴旺，是当时香港华人平民生活的一部分。此外，粵謳、木魚歌、南音等的粵曲在早期的香港亦傳唱一時。20世紀50年代，歐西流行曲和國語流行曲曾在香港上层社会流行，而對於占人口大多数的低下阶层来说，粤曲才是真正流行的音乐。在五十年代，十分兴旺。七十年代，粵語流行曲蓬勃發展，曲詞的創作和唱法創新，慢慢發展出鼎盛的香港流行音樂文化高峰。
1990年代，越來越多的作家以及歌手開始從事音樂劇的創作。這其中以流行樂歌手張學友最為成功；他將作家鐘偉民的原著小說《雪狼湖》改編成為音樂劇，并與林振強，林夕，陳少琪等文化界人物以及一些著名音樂人合作在香港甚至於在大中華區和海外造成了相當的影響，對於推動香港的音樂劇文化發展做出了一定的貢獻，該劇亦是到目前為止最為成功的香港音樂劇之一。

### 舞蹈

#### 傳統舞蹈
舞獅、舞龍及舞麒麟都是華人用來喜慶和增添祝福的傳統舞蹈表演。舞獅及舞龍均爲香港人常用的傳統舞蹈表演。农历新年期间，是舞獅及舞龍最为兴旺的日子。香港島的大坑舞火龍则已獲列入國家級非物質文化遺產內。

#### 現代舞蹈
香港的舞蹈發展揉合了東西方不同風格。受香港政府民政事務局資助的大型舞蹈團體有城市當代舞蹈團〔現代舞〕、香港芭蕾舞團〔芭蕾舞〕及香港舞蹈團〔中國舞〕；獲香港藝術發展局資助的中小型舞蹈團體有動藝、多空間、不加鎖舞踊館及香港舞蹈聯盟。另外也有香港舞蹈總會、香港舞蹈團體聯會等民間組織。

### 文學
香港文學指自20世紀起香港在特殊歷史和政治背景下發展出的文學。過去香港是英國殖民地，中西文化交流頻繁，而在兩岸分治的背景下，香港也是兩岸接觸的橋樑，旅港、居港及本土的文化人，都促進了香港文學的發展。武俠小說作家金庸、梁羽生、科幻小說作家倪匡，以及黄霑、李碧华、亦舒等都是其中的佼佼者。

### 漫畫
香港漫畫有別於日本漫畫，接受並吸取了日本漫畫和歐美漫畫的雙重影響，在製作過程上吸取了歐美漫畫的工業化製作流程，帶典型的流水綫製作特點，分工細緻，由主編統籌主筆，團隊協力製作，畫風以歐式爲主，兼及水墨，在內容上及人物設定上受到中國文化傳統中的武俠觀念影響，情節曲折細膩，題材廣泛，大多數作品商業色彩濃厚，題材兼及科幻、社會，娛樂，勵志、黑幫、搞笑等等。隨著電腦和網際網路的日漸普及，民間獨立創作的漫畫在網路上出現。

### 話劇與戲曲

#### 文藝活動
- 綜合性：香港電影節、香港藝術節等
- 書展：香港書展、牛棚書展等

#### 藝術團體
- 牛棚藝術村等
- 永隆民間藝術 （页面存档备份，存于）等

## 其他範疇

### 哲學
香港哲學是一種哲學傳統或區域哲學，於香港產生。香港哲學受諸子百家哲學與西方哲學兩者影響甚大，加上其他文化影響，香港哲學因而產生。於五十年代末至六十年代初，香港文學雜誌大量出現有關存在主義之作品。於知識論方面，李天命於1981年完成《語理分析的思考方法》，主張邏輯實證主義。

### 體育

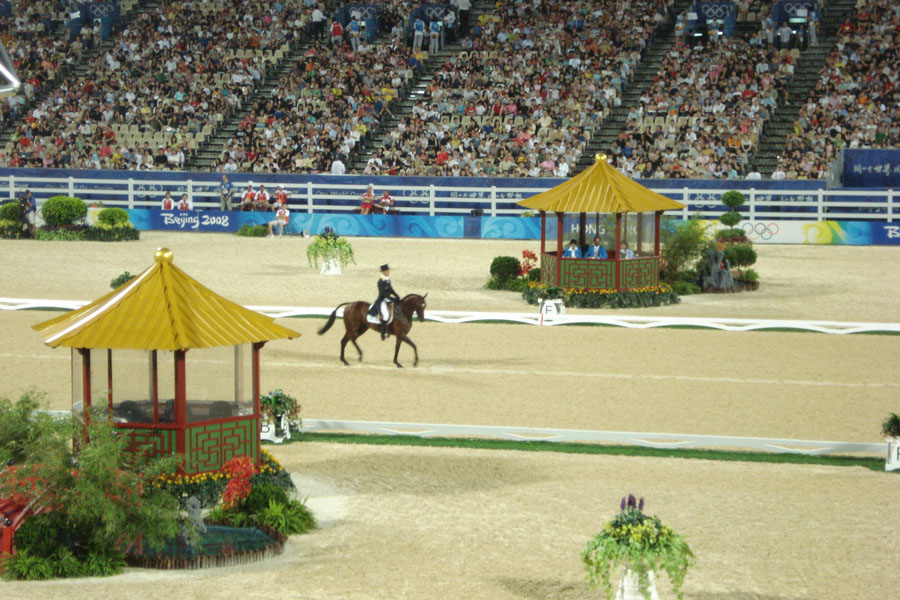
2008年夏季奧林匹克運動會馬術比賽一景

香港地方雖然小，但康樂及文化事務署提供不少康樂、娛樂、體育及文化設施，例如游泳池和運動場等，令港人有多元化的活動選擇。近年政府不斷增撥資源支持體育事業發展以提升香港運動員的水平、建立社區體育文化及令香港成為國際體壇盛事中心。
香港曾經多次參與奧林匹克運動會、殘疾人奧林匹克運動會、亞洲運動會、東亞運動會及中華人民共和國全國運動會，更於2008年成功協辦北京奧運的馬術比賽及在2009年成功主辦第五屆東亞運動會。此外，香港每年都會舉辦不同的國際體育賽事，例如渣打香港國際馬拉松比賽及香港國際七人欖球賽。
多年來香港運動員在不同的體育賽事中奪得不少奬牌，其中以單車及風帆等項目的成績比較突出。譬如「風之后」——李麗珊曾在1996年奧運會及多屆亞運會奪取金牌，以及「單車王子」——黃金寶則在2007年的世界場地單車錦標賽奪得冠軍。

### 政治
每年大小的遊行示威发展出香港人表達诉求的示威文化，此外自由、民主、人權及法治等範疇組成了香港核心價值。